# Malana
Malana es un pueblo indio antiguo en el estado de Himachal Pradesh. Este pueblo solitario en el Malana Nala, un valle de lado del valle Parvati, al del norte-del este del valle Kullu, está aislado del resto del mundo. Las cumbres de Chanderkhani y Deo Tibba observan el pueblo. Está situado en una altiplanicie remota por el lado del torrencial río Malana, en una altura de 2,652 metros (8,701 pies) sobre nivel de mar. Malana tiene su estilo de vida propio y sus personas y estructura sociales son estrictos en sus costumbres. Malana Ha sido el tema de varios documentales, incluyendo Malana: Globalización de un pueblo Himalaya, y Malana, Una Identidad Perdida. Los hablantes de existir de la lengua autóctona Kanashi, la lengua tradicional de los habitantes de Malana, cuentan aproximadamente 1700. Según el censo 1961 , los hablantes de lengua eran entonces 563, pero hoy la población de Malana es al menos tres veces más grande de hace 40 años. La mayoría de rutas hacia el pueblo se toman por taxi o autobús de Jhari, un poblado anterior a Malana. Los caminos hacia la puerta del pueblo suelen estar desarrollados.

## Historia
Según las leyendas locales, Jamlu, un sabio o rishi habitó este sitio e hizo reglas y leyes. Los lugareños alegan el ser una de las democracias más viejas del mundo con un sistema parlamentario bien organizado, guiado por su devta Jamlu rishi. A pesar de que Jamlu es actualmente identificado como un sabio del Puranas, esto es un desarrollo relativamente reciente . Jamlu se cree se ha adorado desde tiempos pre arios. La exploradora Penelope Chetwood recuerda un cuento sobre un Brahmin sacerdote ortodoxo, quién visitó Malana, y con la intención de educar los lugareños sobre el pedigrí de su dios, y qué posteriormente salió desventurado.
Malana se ha apellidado ‘una de las democracia más viejas' en el mundo. Los aldeanos se cree tienen genes 'arios' puros y que son descendientes  de los soldados de Alejandro Magno.
Una carretera nueva ha acortado el tiempo del acceso a pie de varios días a justos 4 horas. El proyecto Hydro Malana ha dañado la belleza del valle 
El 5 de enero de 2008, un fuego incendió el pueblo, el cual quemó por más de 5 horas, varias estructuras culturales y las partes de templos antiguos en el pueblo.
En 2017, el pueblo ordenó la clausura de decenas de casas de huésped y restaurantes, aparentemente en los órdenes de la deidad Jamlu.

## Gobierno
El pueblo está gobernado por un parlamento bicameral, constando de la casa más baja llamado el Kanishthang y una casa superior llamada el Jayeshthang. El actual panchayat es Bhagi Carnero.

## Lengua
Los residentes de Malana suelen hablar Kanashi/Raksh (según la tradición el dialecto de los diablos que residen allí hace mucho), el cual es entendido por los pobladores.
"Kanashi, la lengua de Malana, no se parece a cualquiera de los dialectos hablados en su barrio pero parece para ser una mezcla de sánscrito y varios dialectos Tibetanos."  Ethnologue, citando una referencia de 2002, clasifica Malana como una lengua Tibetan-birmana, más que como miembro de grupo de lenguas Indo-europeas, y nota que Kanashi tiene alguna inteligibilidad con cualquier otro lenguaje Tibeto-Burmano de Kinnaur"  a pesar de que Malana está rodeado por hablantes de lenguas Indo-Arias.

## Cultura y estilo de vida

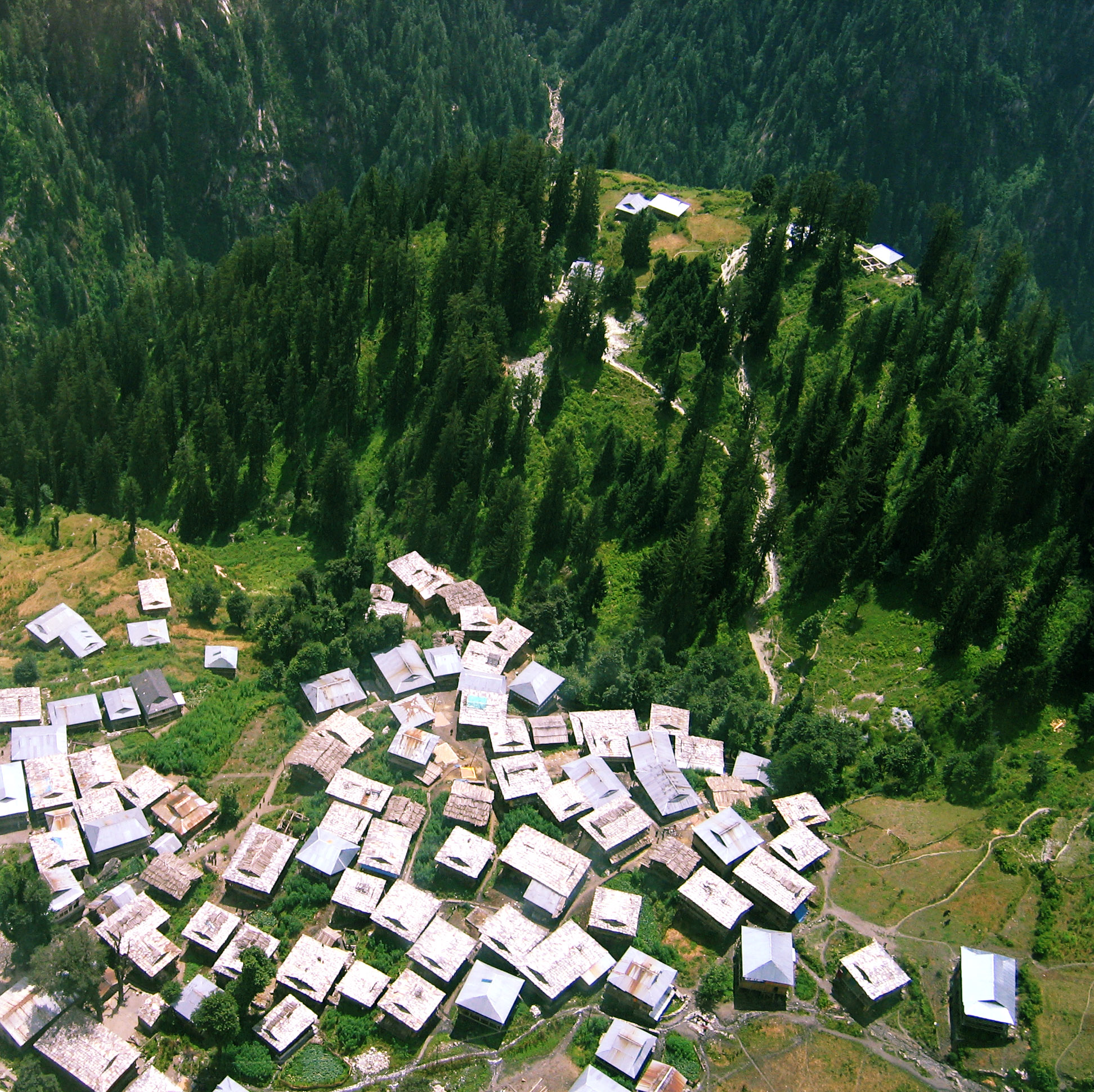
Fotografía aérea de Malana, Himachal Pradesh.

La administración de pueblo es democrática y está creído, por lugareños, el ser la república más vieja del mundo.
A pesar de ser una parte del valle Kullu, existen mitos respecto que el poblador Malaní tiene muy distintas características físicas, y porque su dialecto es diferente del resto del valle. Aun así, en los valles de Himachal,  hay un número significativo de distintos dialectos Pahadi , algunos de ellos totalmente diferentes de cada otro. Por ello la unicidad/lingual física no puede ser probada.

### Jamblu Devta
La estructura social de Malana se cimienta en la fe de los aldeanos en su deidad potente, Jamblu Devta. La administración entera del pueblo se considera controlada por él a través de un consejo de pueblo. Este consejo tiene once miembros y ellos están creídos como delegados de Jamblu quiénes gobiernan el pueblo en su nombre. Su decisión es definitiva en cualquier disputa y cualquier autoridad exterior nunca se requirió. Por ello Malana ha sido nombrado la Atenas de Himalayas.

### Conexión helénica
Hay varias leyendas sobre su origen. Según uno de ellos,  es creído que son los descendientes  de soldados griegos del ejército de Alejandro Magno. Como dice la leyenda, soldados se refugiaron en esta tierra remota después de que Alejandro abandonara la India y decidieran asentarse ahí permanentemente. Este mito es aun así discutido porque  hay quienes reclaman que  es el valle  de Kalash, en Pakistán puede ser el área en que los soldados Alejandro Magno se refugiaron.  Esta leyenda es también inconsistente con el descenso legendario de los locales pobladores  Indo Arios quiénes predecesan a los soldados de Alejandro Magno por aproximadamente mil años.  Reciente estudio genético de los Malani argumenta que la población es mucho más compatible con un origen Indo-Ario con una proporción grande de Y-ADN con haplotipos J2 y R1, los cuáles son haplotipos presentes en la mayoría de indios, tanto del norte o del sur en Asia, más que con un origen griego cuál tendría una mezcla característica diferente de haplotipos Y-ADN  como R2b. J2 y R1un es los linajes paternales encontrados en más de 20% y 40% de población de sur o del norte de India pero es raro en a sociedades mediterráneas como Grecia.

### Templos
El pueblo tiene varios templos antiguos. Por ejemplo templo de Jamlu, construido en Kathkuni,  tallado en madera y con cabezas de ciervo y el templo Rukmini